# Thalita de Jong
Thalita de Jong   (Bergen op Zoom, 6 de novembre de 1993) és una ciclista neerlandesa professional des del 2012 i actualment a l'equip Human Powered Health. Ha obtingut dues medalles de bronze als Campionats del Món en Contrarellotge per equips.
També competeix en ciclocròs, on s'ha proclamat campiona del món i d'Europa.
La seva germana Demi també s'ha dedicat al ciclisme.

## Palmarès en ruta
- 2011
  -  Campiona dels Països Baixos júnior en contrarellotge
- 2013
  - 1a a l'Acht van Chaam
- 2015
  - 1a a la Fletxa d'Erondegem
  - 1a a l'Open de Suède Vårgårda TTT
  - 1a a l'Acht van Chaam
  - Vencedora d'una etapa al Boels Ladies Tour
- 2016
  - Vencedora d'una etapa al Giro del Trentino-Alto Adige-Südtirol
  - Vencedora d'una etapa al Giro d'Itàlia
- 2021
  - 1a al Gran Premi Beerens
- 2022
  - 1a a la Volta a Mouscron
- 2024
  - 1a al Tour de l'Ardecha i vencedora de dues etapes
  - Vencedora d'una etapa a la Volta a la Semois
- 2025
  - 1a al Trofeu Binissalem-Andratx

### Resultats a les Grans Voltes

#### Giro d'Itàlia
- 2015: 22a posició
- 2016: 19a posició i vencedora de la 9a etapa
- 2022: 32a posició

#### Tour de França
- 2022: 69a posició
- 2023: 66a posició
- 2024: 10a posició
- 2025: 68a posició

#### Volta a Espanya
- 2024: 16a posició
- 2025: 16a posició

## Palmarès en ciclocròs
- 2015-2016
  -  Campiona del món en ciclocròs
- 2016-2017
  -  Campiona d'Europa en ciclocròs